# Pomian
Pomian (Bawolagłowa, Pierścina, Perstina, Poman, Pomianowicz, Proporczyk) was een Poolse heraldische clan (ród herbowy) van middeleeuws Polen en later het Pools-Litouwse Gemenebest. Het oudste zegel met het Pomian-wapen stamt uit 1306 en het oudste document met een vermelding naar de clan uit 1402. De clan was vertegenwoordigd in hoge Koejavische ambtelijke functies.
De historicus Tadeusz Gajl heeft 441 Poolse Pomian clanfamilies geïdentificeerd.

## Telgen
De clan bracht de volgende bekende telgen voort:
- Kazimierz Łubieński, bisschop en senator

## Galerij

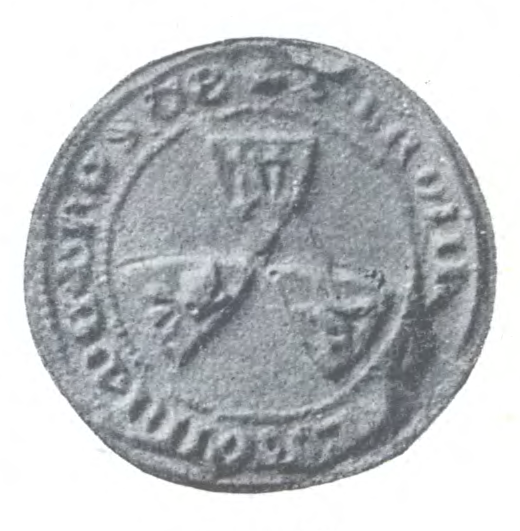
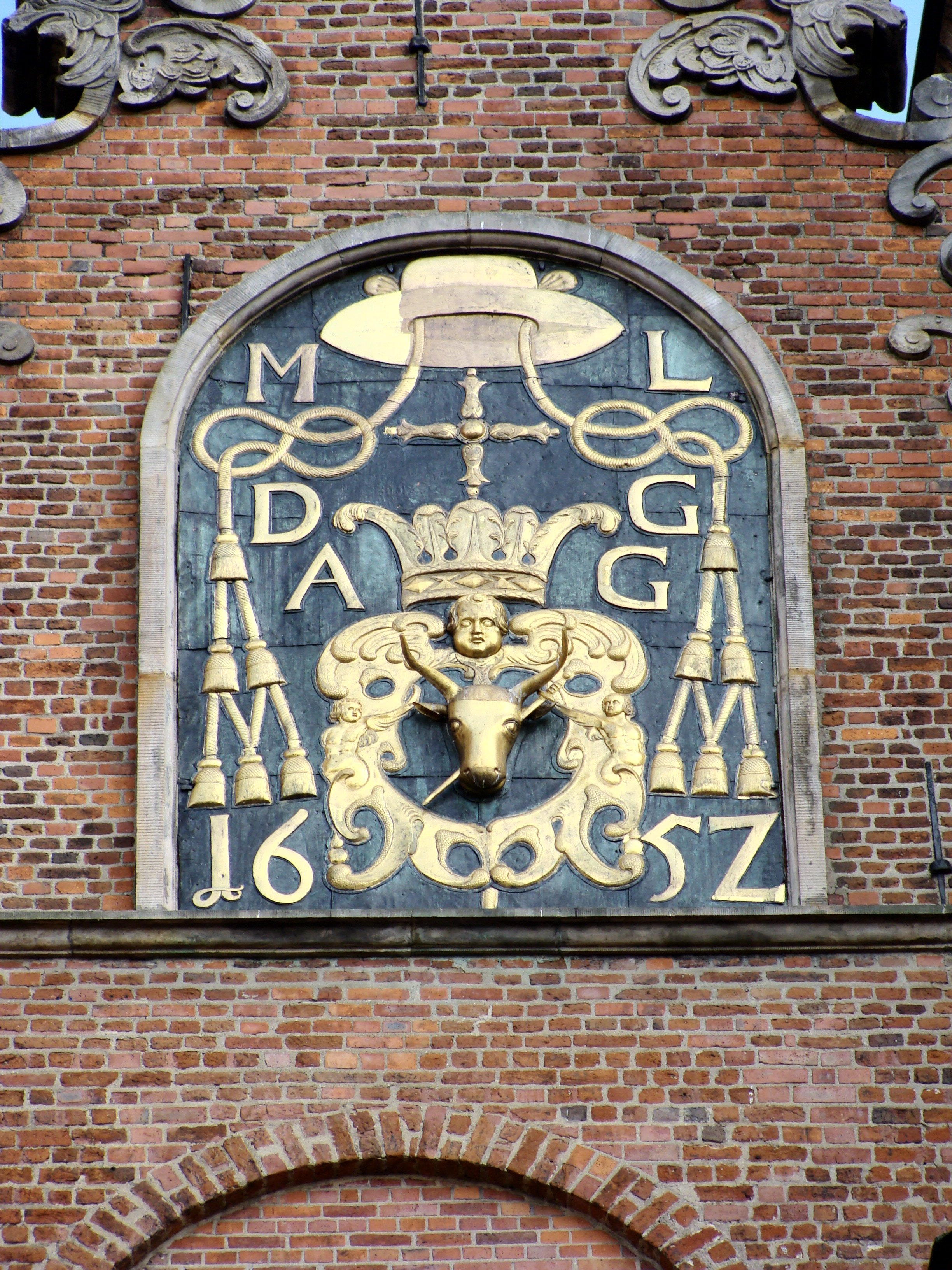
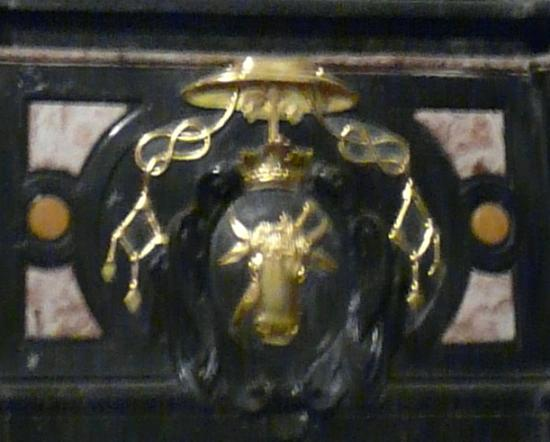
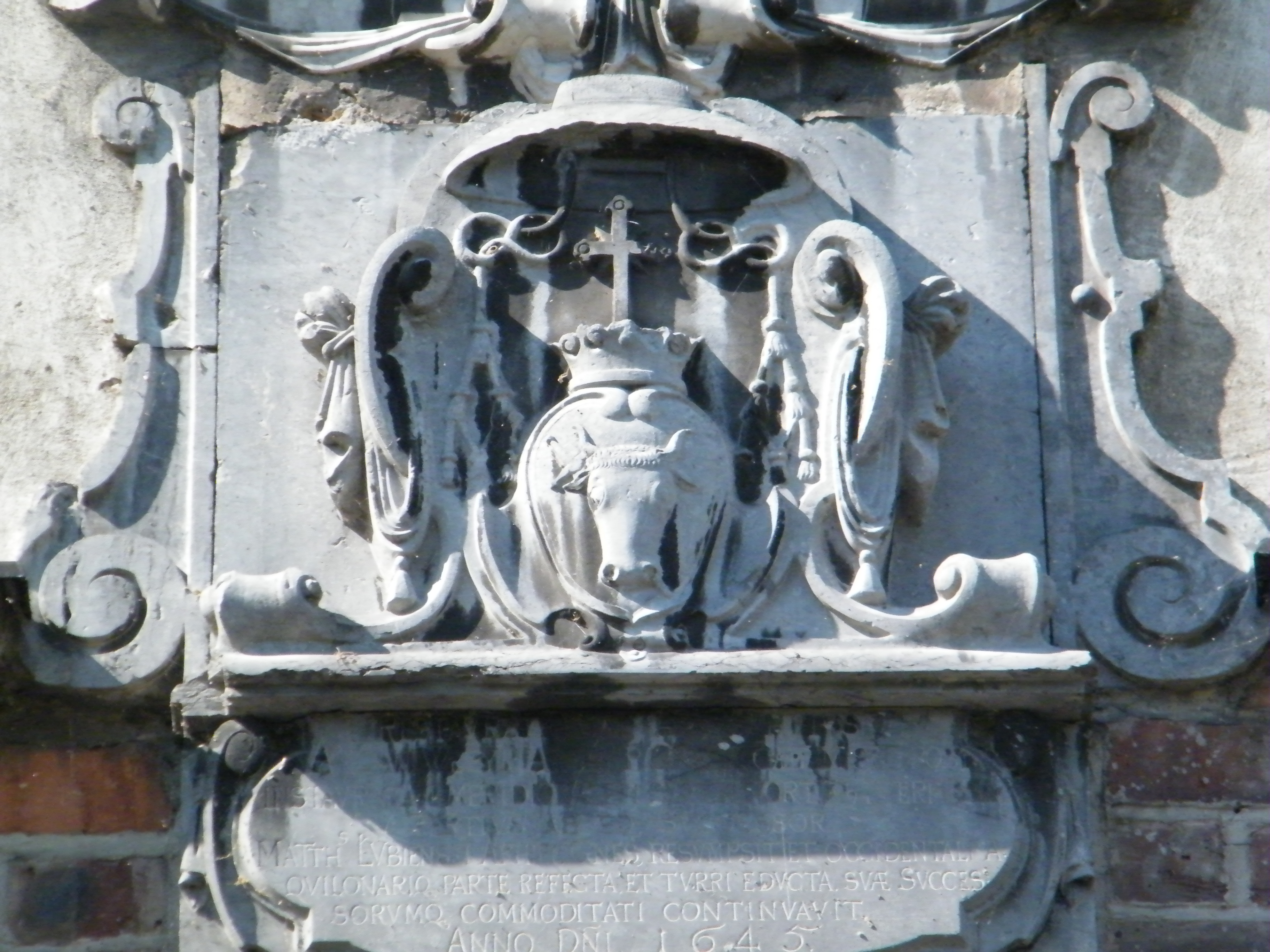
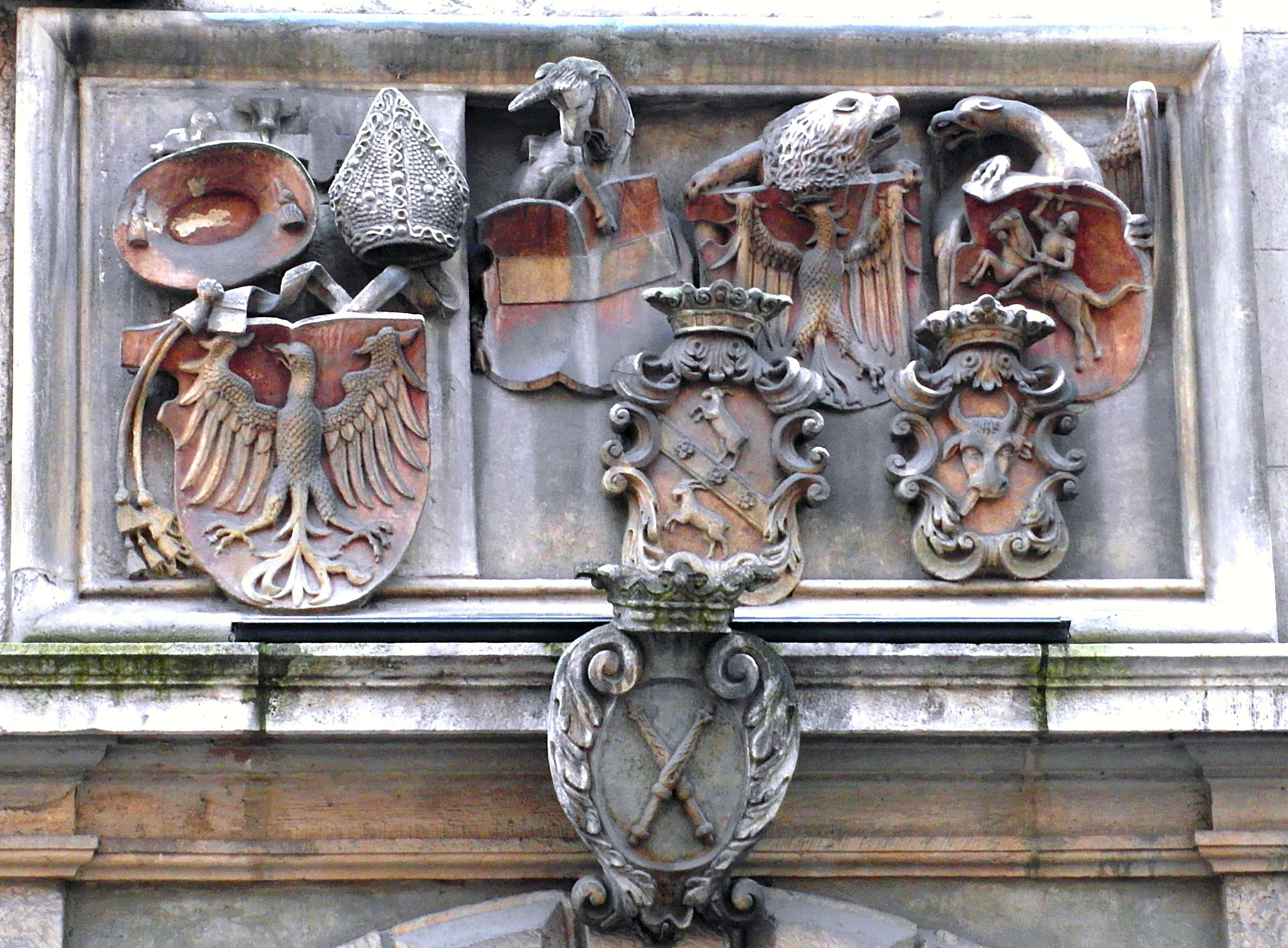